# El Bar (Taradell)
El Bar és una obra modernista de Taradell (Osona) protegida com a Bé Cultural d'Interès Local.

## Descripció
Casa entre mitgeres situada al barri de la Vila, molt a prop de l'Ajuntament, centre del municipi. L'edifici disposa de planta baixa, pis i golfes i té la coberta a dos vessants amb el carener paral·lel a la façana principal. El parament és arrebossat i pintat i està decorat amb esgrafiats sobre les obertures, als extrems i al coronament. A la part baixa del mur, on trobem el sòcol, la superfície és de pedra buixardada. El frontis mostra una composició de tres eixos vertical amb el central, que es correspon amb la caixa d'escala, diferent dels altres. Al centre de la planta baixa hi ha el portal, d'arc mixtilini, flanquejat per dues obertures d'arc pla de dimensions més grans. La porta d'accés, és d'eix vertical i està elaborada amb fusta pintada de tons foscos i amb formes orgàniques. A l'eix central de la façana hi ha dues finestres d'arc deprimit per pis, que enllacen entre sí amb un esgrafiat floral al centre del qual hi consta la inscripció "ANY 1907". Els eixos laterals presenten finestrals d'arc pla al primer pis i d'arc deprimit a les golfes, tots ells amb sortida a sengles balcons de baranes forjades. Corona l'edifici el ràfec de la teulada, d'ampli voladís i amb els cabirons a la vista.